# Gilbert Saboya Sunyé

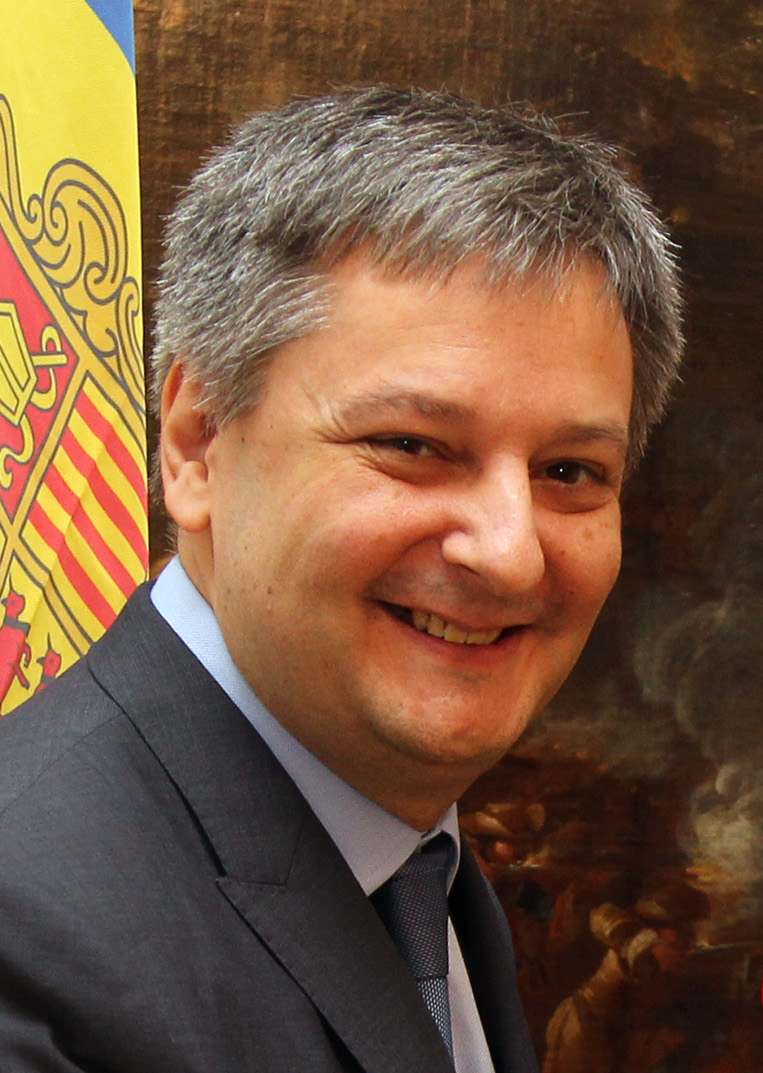
Gilbert Saboya i Sunyé (2012)

Gilbert Saboya Sunyé (*  28. Juli 1966 in Sant Julià de Lòria) ist ein andorranischer Ökonom und Politiker. Er war von Mai 2011 bis Juli 2017 der Minister für auswärtige Angelegenheiten im Fürstentum Andorra.

## Leben
Nach dem Schulbesuch in seiner Geburtsstadt absolvierte er ein Studium an der Universitat d’Andorra. Nach seinem Studium der Wirtschaftswissenschaften an der Universität Toulouse (Frankreich) war er bis 2009 in einer Bank tätig. Von 1994 bis 1997 war er Abgeordneter der Nationalen Demokratischen Gruppierung (AND) im Parlament von Andorra (Consell General de les Valls).
Seit 2008 ist er Mitglied der Partei Partit Reformista d’Andorra (PRA). 2010 gründete er ein Unternehmen zur Finanz- und Managementberatung. Am 12. Juni 2011 wurde er Nachfolger von Außenminister Xavier Espot Miró.
Seit November 2012 ist der Außenminister Gilbert Sunyé auch Präsident des Ministerkomitees des Europarates in Brüssel.